# 마파도
마파도는 2005년 한길로 영화 감독이 제작하여 개봉한 대한민국의 코미디 영화이다.

## 줄거리
조폭과 부패한 경찰이 거액의 복권 당첨금을 들고 도망친 젊은 여자를 찾기 위해 외딴 섬 마파도로 향한다. 섬에 도착한 그들은 지난 20년간 남자라고는 구경조차 못한 다섯 명의 할머니들만이 살고 있다는 사실을 알게 된다. 두 남자는 섬에서 온갖 고된 노동과 괴롭힘에 시달리며 악몽 같은 시간을 보내게 된다.

## 캐스팅
- 이정진 - 엄재철
- 이문식 - 나충수
- 여운계 - 회장댁
- 김수미 - 진안댁
- 김을동 - 여수댁
- 김형자 - 마산댁
- 길해연 - 제주댁
- 홍근하 - 경찰 2 역